# (7081) Ludibunda
(7081) Ludibunda  es un asteroide perteneciente al cinturón de asteroides, descubierto el 30 de agosto de 1987 por Paul Wild desde el Observatorio de Berna-Zimmerwald, en Suiza.

## Designación y nombre
Ludibunda se designó inicialmente como 1987 QF7.
Más adelante fue nombrado en referencia a la palabra latina Ludibunda, cuyo significado hace referencia a una mujer llena de alegría.

## Características orbitales
Ludibunda orbita a una distancia media del Sol de 2,7460 ua, pudiendo acercarse hasta 2,0847 ua y alejarse hasta 3,4074 ua. Tiene una excentricidad de 0,2408 y una inclinación orbital de 6,6976° grados. Emplea en completar una órbita alrededor del Sol 1662 días.

## Características físicas
Su magnitud absoluta es 12,8. Tiene 10,145 km de diámetro. Su albedo se estima en 0,143.